# Vrbnica (Kosovska Mitrovica)
Pour les articles homonymes, voir Vrbnica.
Vërbnicë en albanais et Vrbnica en serbe latin (en serbe cyrillique : Врбница) est une localité du Kosovo située dans la commune/municipalité de Mitrovicë/Kosovska Mitrovica et dans le district de Mitrovicë/Kosovska Mitrovica. Selon le recensement kosovar de 2011, elle compte 313 habitants, tous albanais.

## Démographie

### Évolution historique de la population dans la localité
| 1948 | 1953 | 1961 | 1971 | 1981 | 1991 | 2011 |
| ---- | ---- | ---- | ---- | ---- | ---- | ---- |
| 442  | 473  | 456  | 460  | 418  | 495  | 313  |

|  |